# Leopard
Leopardul (Panthera pardus) este una dintre cele cinci specii existente din genul Panthera, membru al familiei Felidae. Arealul său de răspândire este Africa sub-sahariană, unele părți din Asia de vest și centrală, Rusia de sud și subcontinentul indian până în Asia de sud-est și de est. Este listat ca „Vulnerabil” pe Lista Roșie a IUCN, deoarece populațiile de leoparzi sunt amenințate de pierderea și fragmentarea habitatului și sunt în scădere în mari părți ale arealului global. Leopardul este considerat dispărut local în Hong Kong, Singapore, Coreea de Sud, Iordania, Maroc, Togo, Emiratele Arabe Unite, Uzbekistan, Liban, Mauritania, Kuweit, Siria, Libia, Tunisia și cel mai probabil în Coreea de Nord, Gambia, Laos, Lesotho, Tajikistan, Vietnam și Israel. Înregistrările contemporane sugerează că leopardul apare în doar 25% din arealul său global istoric. 
În comparație cu alte feline sălbatice, leopardul are picioare relativ scurte și un corp lung cu un craniu mare. Blana sa este marcată cu pete. Are un aspect asemănător cu jaguarul (Panthera onca), dar are un fizic mai mic, mai ușor, iar petele sale sunt în general mai mici. Leopardul se distinge prin blana sa bine camuflată, comportamentul oportunist de vânătoare, dieta largă, puterea și capacitatea sa de a se adapta la o varietate de habitate, de la pădure tropicală la stepă, inclusiv zone aride și montane. Poate alerga cu viteze de până la 58 km/h. Cele mai vechi fosile de leopard cunoscute în Europa au o vechime estimată de 600.000 de ani, datând de la sfârșitul Pleistocenului timpuriu. Fosile de leopard au fost găsite și în Japonia  și Sumatra.
Este inclus în Lista roșie a IUCN ca fiind vulnerabil, deoarece populațiile de leoparzi sunt amenințate de pierderea și fragmentarea habitatului și sunt în declin în mari părți ale arealului global. Leoparzii au avut roluri culturale în Grecia antică, în Africa de vest și în cultura occidentală modernă. Pieile de leopard au fost populare în modă.

## Etimologie
Numele englezesc „leopard” provine din franțuzescul léopard, care derivă din latinescul leopardus și grecescul λέοπάρδος/leopardos. Leopardos ar putea fi un compus din λέων  (leōn), care înseamnă leu, și πάρδος (pardos), adică pătat. Cuvântul λέοπάρδος se referea inițial la ghepard (Acinonyx jubatus).
„Panteră” este un alt nume comun, derivat din latină: pantera și greaca veche: πάνθηρ (pánthēr); Denumirea generică Panthera își are originea în latină: panthera, care se referă la o plasă de vânătoare pentru prinderea fiarelor sălbatice și care erau folosite de romani în lupte.

## Caracteristici
Blana leopardului este în general moale și groasă, fiind în special mai moale pe burtă decât pe spate. Culoarea variază între indivizi de la gălbui-pal la auriu-închis, cu pete întunecate grupate în rozete. Pântecul său este albicios, iar coada inelată este mai scurtă decât corpul. Pupilele sale sunt rotunde. Leoparzii care trăiesc în regiunile aride sunt de culoare crem-pal, gălbui până la galben-maroniu deschis; cei care trăiesc în păduri și munți sunt mult mai întunecați și cu auriu închis. Petele se estompează înspre burta albă și spre interiorul și părțile inferioare ale picioarelor. Rozetele sunt circulare la populațiile de leoparzi din Africa de est, tind să fie pătrate în Africa de sud și mai mari la populațiile de leoparzi din Asia. Blana tinde să fie cenușie în climatele mai reci și auriu-închis în habitatele pădurilor tropicale. Modelul rozetelor este unic pentru fiecare individ. Acest model este considerat a fi o adaptare la vegetația densă cu umbre neregulate, unde servește drept camuflaj.
Coada cu vârful alb are o lungime de aproximativ 60–100 cm, albă dedesubt și cu pete care formează benzi incomplete spre capătul cozii. Puii au blana lânoasă și par a fi de culoare închisă datorită petelor dense. Rozetele leopardului diferă de cele ale jaguarului (Panthera onca), care sunt mai închise la culoare și cu pete mai mici în interior.

### Dimensiune și greutate
Leopardul este o felină zveltă și musculoasă, cu membre relativ scurte și un cap lat.  Este dimorf din punct de vedere sexual, masculii fiind mai mari și mai grei decât femelele. Este musculos, cu membre relativ scurte și cap lat. Masculii au o înălțime de 60–70 cm la nivelul umărului, în timp ce femelele au 57–64 cm. Lungimea capului și a corpului variază între 90 și 196 cm cu o coadă lungă de 66 până la 102 cm. Dimensiunile variază în funcție de zona geografică. Masculii cântăresc 37–90 kg, iar femelele 28–60 kg. Ocazional, masculii mari pot ajunge până la 91 kg. Leoparzii din provincia Cape din Africa de Sud sunt în general mai mici, masculii ajungând la numai 20–45 kg. Greutatea maximă înregistrată a unui leopard sălbatic din Africa de Sud a fost de aproximativ 96 kg, iar acesta măsura 262 cm. În 2016, un leopard indian ucis în Himachal Pradesh măsura 261 cm și avea o greutate estimată de 78,5 kg; a fost probabil cel mai mare leopard sălbatic cunoscut din India.
Cel mai mare craniu înregistrat al unui leopard a fost găsit în India în 1920 și măsura 28 cm în lungime bazală, 20 cm în lățime și cântărea 1 kg. Craniul unui leopard african măsura 28,6 cm în lungime bazală și 18 cm în lățime și cântărea 790 g.

### Cap
Capul femelelor este de talie medie, la masculi, dimpotrivă, capul este adesea robust până la masiv.  Lungimea craniului la masculi variază de obicei între 18 și 26 cm și la femele între 16 și 21 cm. Craniile masculine au o creastă sagitală bine dezvoltată, care este de obicei aproape absentă la femele. Cel mai mare craniu de leopard a fost înregistrat în India în 1920 și a măsurat 28 cm în lungime bazală, 20 cm în lățime și a cântărit 1 kg. Craniul unui leopard african a măsurat 28,58 cm în lungime bazală și 18,1 cm în lățime și cântărea 0,79 kg.
Leoparzii au același număr de dinți ca majoritatea celorlalți membri ai familiei Felidae, cu toate acestea, primul dinte molar superior poate lipsi uneori, astfel încât numărul total poate varia de la 26 la 30. Caninii sunt relativ masivi, cu o bază largă (aproximativ jumătate din lungime) pentru a minimiza posibilitatea de rupere. Lungimea gingiilor care ies din caninul superior variază de obicei între 25 și 37 mm. Limba conține papile ascuțite, care ajută la separarea cărnii prăzii de os.

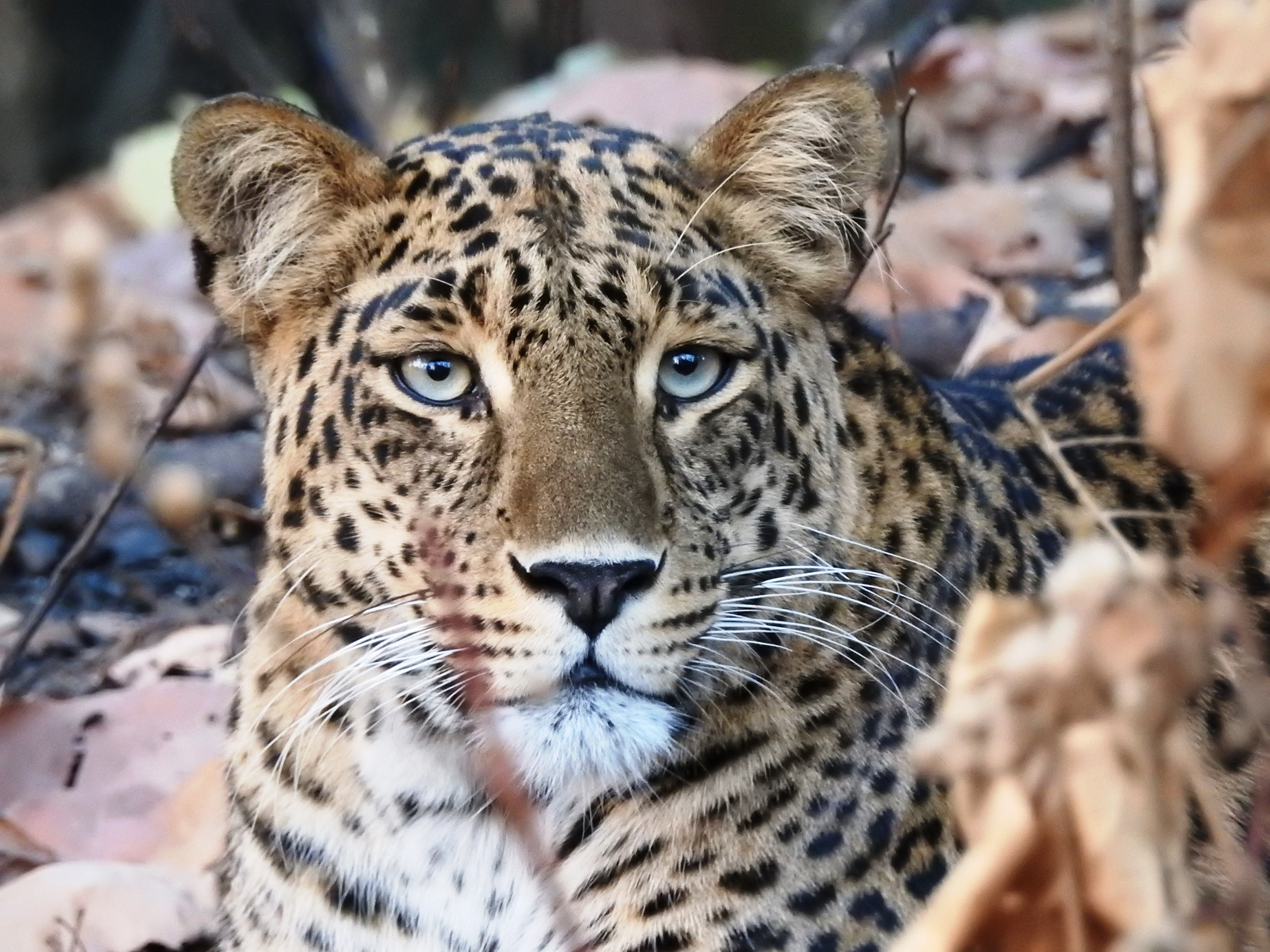
Leopard african
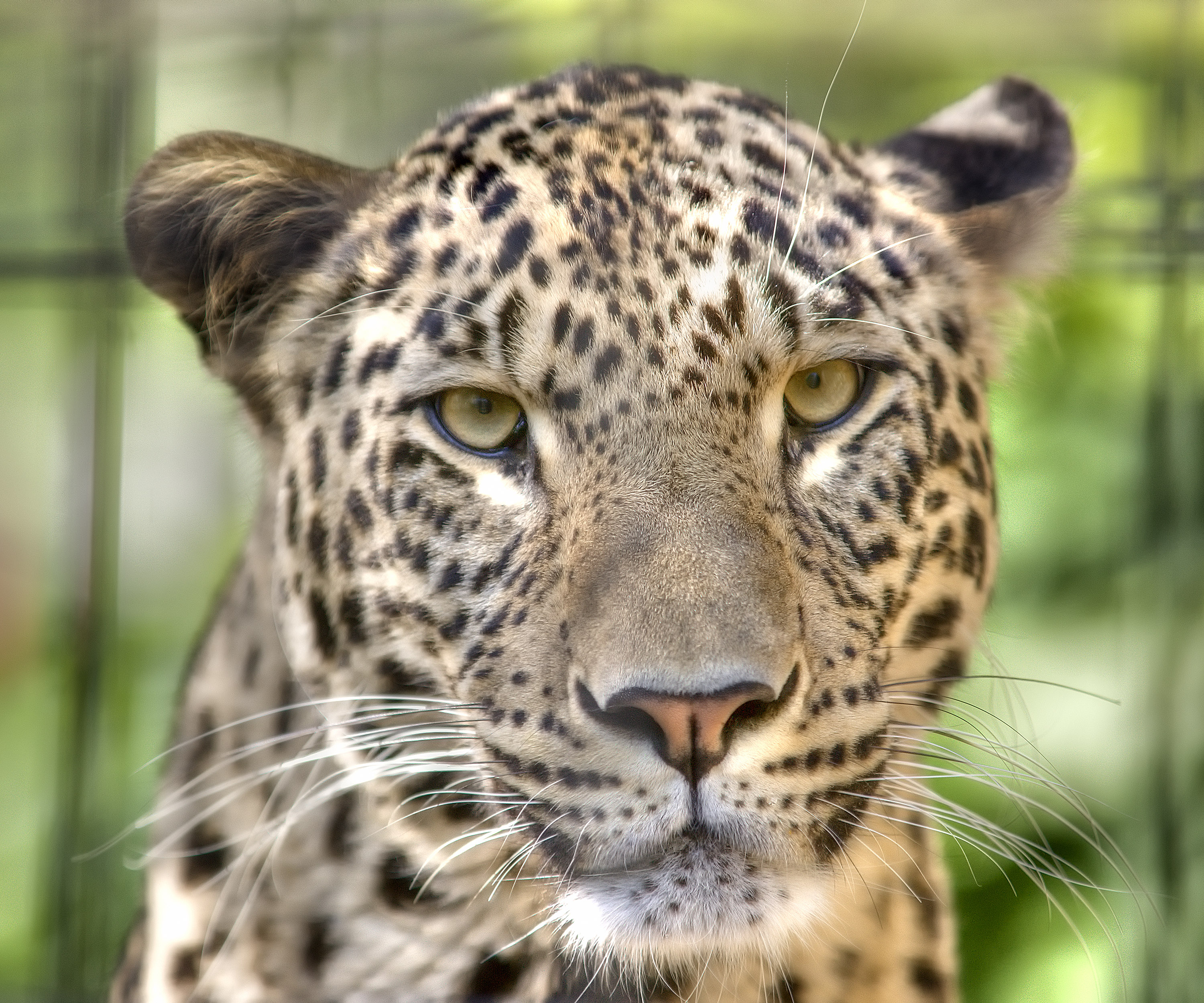
Leopard persan
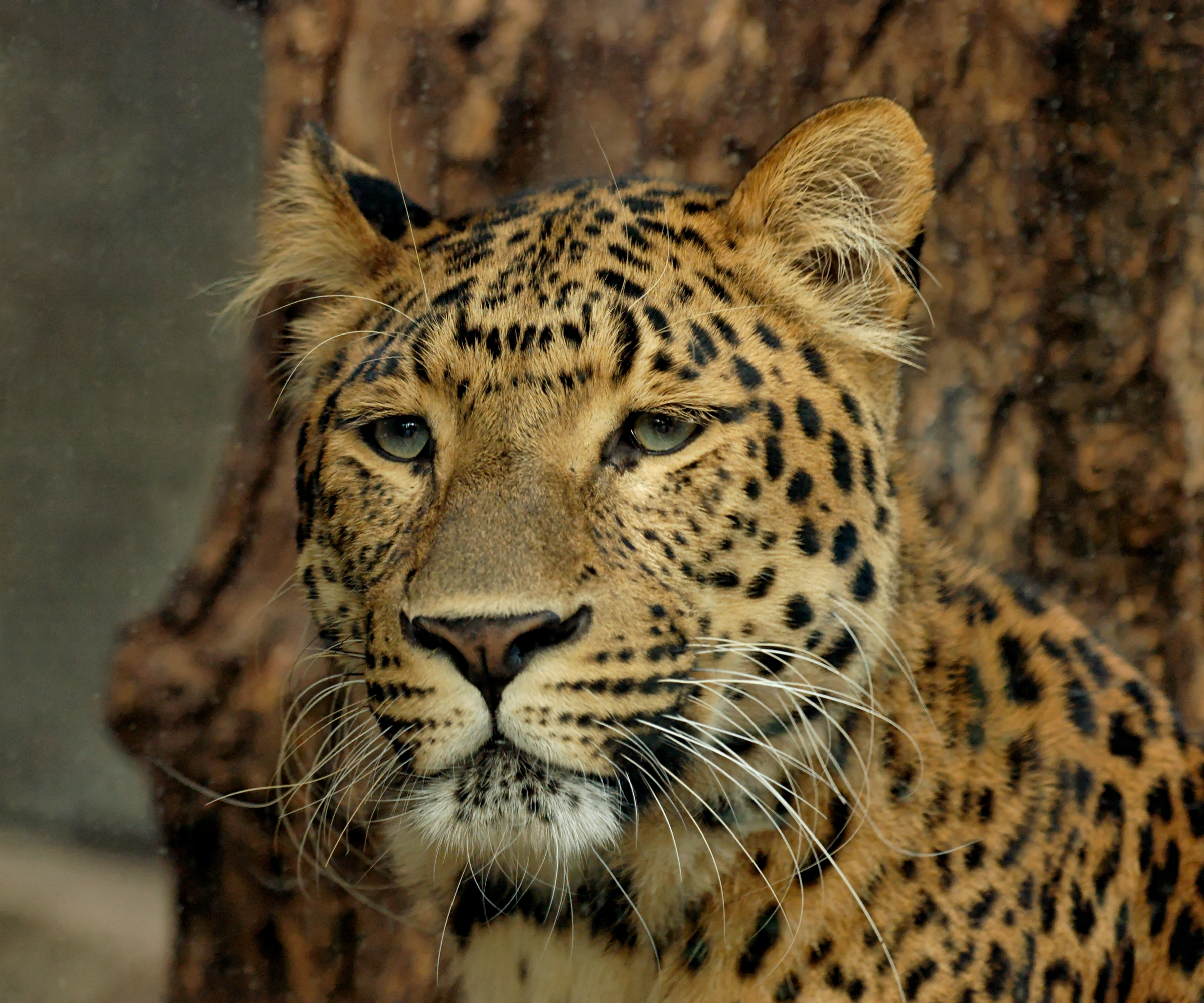
Leopard de Amur
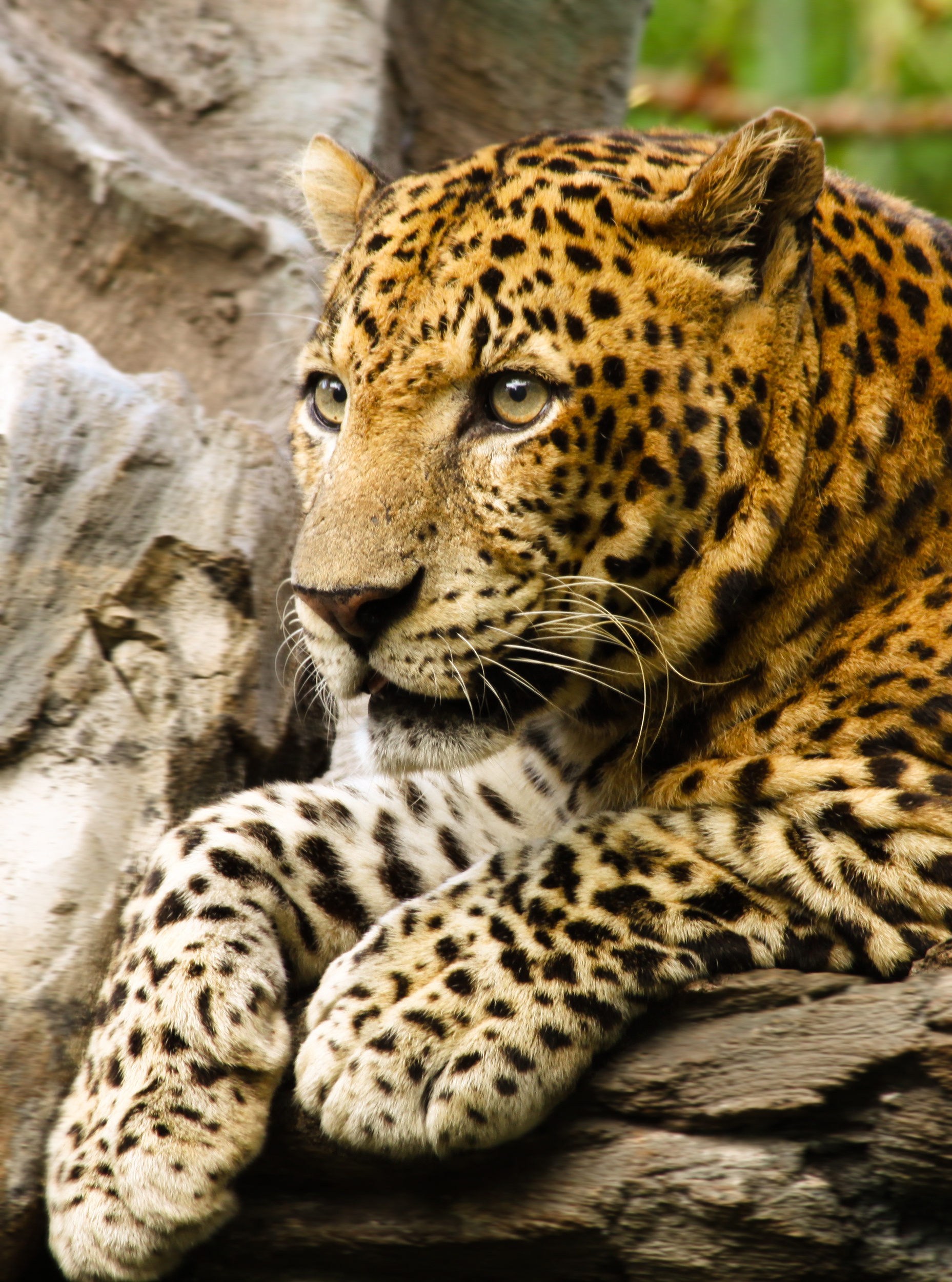
Leopard de Java

## Taxonomie
În 1758, Carl Linnaeus a propus denumirea științifică de Felis pardus. Numele generic Panthera a fost folosit pentru prima dată de Lorenz Oken în 1816, care a inclus toate felinele pătate în acest grup. Clasificarea lui Oken nu a fost acceptată pe scară largă, iar Felis sau Leopardus au fost folosite ca nume generice până la începutul secolului al XX-lea.
Leopardul a fost desemnat ca specia tip a Panthera de Joel Asaph Allen în 1902. În 1917, Reginald Innes Pocock a inclus  în Panthera și tigrul  (P. tigris), leul  (P. leo) și jaguarul  (P. onca).

### Subspecii
În urma primei descrieri a lui Linnaeus, între 1794 și 1956, naturaliștii au propus 27 de subspecii de leoparzi. Din 1996, doar opt subspecii au fost considerate valide pe baza analizei mitocondriale. Analizele ulterioare au relevat o a noua subspecie valabilă, leopardul arab.
În 2017, grupul operativ de clasificare a felinelor a recunoscut următoarele opt subspecii ca taxoni valizi:
| Subspecie                                                 | Distribuție | Imagine |
| --------------------------------------------------------- | --- | ------- |
| Leopardul african (P. p. pardus) (Linnaeus, 1758)         | Este cea mai răspândită subspecie de leopard și este originară din Africa Subsahariană. |         |
| Leopardul indian (P. p. fusca) (Meyer, 1794)              | Este originar din subcontinentul indian, Myanmar și sudul Tibetului. |         |
| Leopardul de Java (P. p. melas) (Cuvier, 1809)            | Este originar din Java în Indonezia și este considerat în pericol critic de dispariție. |         |
| Leopardul arab (P. p. nimr) (Hemprich și Ehrenberg, 1830) | Este originar din Peninsula Arabică, dar considerat extinct local în Peninsula Sinai. Este cea mai mică subspecie de leopard. |         |
| Leopardul persan (P. p. tulliana) (Valenciennes, 1856)    | Este originar din estul Turciei, Caucaz, sudul Rusiei, Podișul Iranului și Hindu Kush. Este considerat pe cale de dispariție. Populația de leoparzi din Balochistan a evoluat posibil în sudul Iranului, Afganistanului și Pakistanului, fiind separată de populația nordică de deșerturile Dasht-e Kavir și Dasht-e Lut. |         |
| Leopardul de Amur (P. p. orientalis) (Schlegel, 1857)     | Este originar din Orientul Îndepărtat al Rusiei și din nordul Chinei, dar este extinct local în peninsula coreeană. |         |
| Leopardul de Indochina (P. p. delacouri) Pocock, 1930     | Este originar din Asia de sud-est continentală și din China de sud |         |
| Leopardul de Sri Lanka (P. p. kotiya) Deraniyagala, 1956  | Este originar din Sri Lanka. |         |

Rezultatele unei analize a varianței moleculare a 182 de exemplare de muzeu de leoparzi africani au arătat că unii leoparzi africani prezintă diferențe genetice mai mari decât subspeciile de leopard asiatic.

### Evoluție

Două cladograme propuse pentru Panthera. Cladograma superioară se bazează pe studiile din 2006 și 2009, în timp ce cea inferioară se bazează pe studiile din 2010 și 2011.

Rezultatele studiilor filogenetice bazate pe analiza nDNA și mtDNA au arătat că ultimul strămoș comun al genurilor Panthera și Neofelis se crede că a trăit cu aproximativ 6,37  milioane de ani în urmă. Neofelis s-a despărțit cu aproximativ 8,66 milioane de ani în urmă de linia Panthera. Tigrul s-a despărțit cu aproximativ 6,55 milioane de ani în urmă, urmat de leopardul zăpezilor în urmă cu aproximativ 4,63  milioane de ani și leopard cu aproximativ 4,35  milioane de ani în urmă.
Rezultatele unei analize filogenetice a secrețiilor chimice la feline au indicat că leopardul este strâns înrudit cu leul. Originea geografică a Panthera este cel mai probabil nordul Asiei centrale. Clada leopard-leu a fost distribuită în Palearctica asiatică și africană cel puțin încă de la începutul Pliocenului. Clada leopard-leu s-a separat cu 3,1–1,95 milioane de ani în urmă. În plus, un studiu din 2016 a arătat că genomurile mitocondriale ale leopardului, leului și leopardului de zăpadă sunt mai asemănătoare între ele decât genomul lor nuclear, indicând faptul că strămoșii lor s-au încrucișat cu leopardul de zăpadă la un moment dat în evoluția lor.
Fosile ale strămoșilor leoparzilor au fost descoperite în Africa de est și Asia de sud, datând din Pleistocen, acum 2–3,5  milioane de ani în urmă. Se sugerează că leopardul modern a evoluat în Africa cu aproximativ 0,5 până la 0,8 milioane de ani în urmă și că a radiat în Asia cu aproximativ 0,2 și 0,3  milioane de ani în urmă. Dinții fosili de felină adunați în Padang Highlands din Sumatra au fost atribuiți ca aparținând leopardului. De atunci s-a emis ipoteza că leopardul a dispărut de pe insulă din cauza erupției Toba cu aproximativ 75.000 de ani în urmă, și din cauza competiției cu leopardul Neofelis diardi și cu câinele sălbatic asiatic  (Cuon alpinus).
În Europa, leopardul a apărut cel puțin încă din Pleistocen. Oase și dinți fosile asemănătoare leopardului datând posibil din Pliocen au fost excavate în Perrier în Franța, la nord-est de Londra și în Valdarno, Italia. Până în 1940, fosile similare care datează din Pleistocen au fost excavate mai ales în loess și peșteri din 40 de situri din Europa, inclusiv Peștera Furninha de lângă Lisabona, Peșterile Genista din Gibraltar și provincia Santander din nordul Spaniei, în mai multe situri din Franța, Elveția, Italia, Austria, Germania, în nord până la Derby în Anglia, în est până la Přerov în Republica Cehă și Baranya în sudul Ungariei. Cele mai vechi fosile de leopard excavate în Europa au aproximativ 600.000 de ani și au fost găsite în Grotte du Vallonnet din Franța și lângă Mauer în Germania.
Au fost propuse patru subspecii de leopard din Pleistocenul european. P. p. begoueni de la începutul Pleistocenului timpuriu a fost înlocuit cu aproximativ 0,6  milioane de ani în urmă cu P. p. sickenbergi, care la rândul său a fost înlocuit de P. p. antiqua cu aproximativ 0,3 milioane de ani în urmă. Cel mai recent, P. p. spelaea, a apărut la începutul Pleistocenului târziu și a supraviețuit până acum aproximativ 24.000 de ani în mai multe părți ale Europei. Fosile de leopard datând din Pleistocen au fost, de asemenea, săpate în arhipelagul japonez.

## Distribuție și habitat
Leopardul are cea mai mare distribuție dintre toate felinele sălbatice, fiind prezent în Africa, Caucaz și Asia, deși populațiile sunt fragmentate și în scădere. Este considerat a fi dispărut în Africa de nord. Trăiește în principal în savană și păduri tropicale și în zonele în care pășunile, pădurile și pădurile fluviale rămân în mare parte netulburate. În Africa sub-sahariană este încă numeros și supraviețuiește în habitate marginale unde alte feline mari au dispărut. 
Populațiile de leoparzi din Peninsula Arabică sunt mici și fragmentate. În sud-estul Egiptului, un leopard ucis în 2017 a fost prima înregistrare în această zonă în 65 de ani. În vestul și centrul Asiei, evită deșerturile, zonele cu acoperire lungă de zăpadă și apropierea de centrele urbane.
În subcontinentul indian, leopardul sse află în număr mare, mai mult decât alte specii de Panthera. În 2020, populația de leoparzi din habitatele împădurite din India a fost estimată la 12.172 până la 13.535 de indivizi. Zonele cercetate au inclus altitudini sub 2.600 m în dealurile Shivalik, câmpiile gangetice, India centrală, Gații de Est, Gații de Vest, bazinul râului Brahmaputra și dealurile din nord-estul Indiei. Unele populații de leoparzi din țară trăiesc destul de aproape de așezările umane și chiar în zone semidezvoltate. Deși se pot adapta la prezența umană, leoparzii au nevoie de populații sănătoase de pradă și acoperire vegetativă adecvată pentru vânătoare pentru supraviețuire prelungită și, prin urmare, zăbovesc rar în zonele puternic dezvoltate. Datorită stilului discret al leopardului, adesea oamenii nu știu că acesta trăiește în zonele apropiate.
În zona de conservare Kanchenjunga din Nepal, un leopard a fost fotografiat la o altitudine de 4.300 m de o cameră capcană în mai 2012. În Sri Lanka, leoparzii au fost înregistrați în Parcul Național Yala și în petice de pădure neprotejate, pajiști, plantații de pin și eucalipt. În Myanmar, leoparzii au fost înregistrați pentru prima dată în pădurile din statul Karen din Myanmar. Complexul forestier din sudul Myanmarului este considerat o fortăreață a leoparzilor. În Thailanda, leoparzii sunt prezenți în arii protejate. În Malaezia Peninsulară, leoparzii sunt prezenți în Parcurile Naționale Belum-Temengor, Taman Negara și Endau-Rompin. În Laos, leoparzii au fost înregistrați în Zona Națională de Conservare a Biodiversității Nam Et-Phou și Parcul Național Nam Kan. În Cambodgia, leoparzii locuiesc în pădurea de foioase din Phnom Prich și pădurea protejată Mondulkiri. În sudul Chinei, leoparzii au fost înregistrați doar în Munții Qinling în 11 rezervații naturale între 2002 și 2009. 
În Java, leoparzii locuiesc în pădurile tropicale dense și în pădurile uscate de foioase la altitudini de la nivelul mării până la 2.540 m. În afara ariilor protejate, leoparzii au fost înregistrați în terenuri agricole mixte, păduri agro-forestiere între 2008 și 2014.

## Comportament și ecologie
Leopardul este un animal solitar discret. Când este văzut într-un grup, este aproape întotdeauna o femelă cu pui sau o pereche în sezonul de împerechere. În cazuri excepționale, mai multe animale adulte de același sex pot coexista într-un spațiu restrâns și pentru o perioadă scurtă de timp. În general, se presupunea că este un animal predominant nocturn, ceea ce este adevărat în anumite zone, în special acolo unde a fost vânat și hărțuit de oameni. Totuși, multe alte studii arată că această felină poate fi activă la amurg sau în zori sau în orice moment al zilei. În regiunile foarte calde (în timpul verii), evită totuși orice efort în jurul prânzului sau după-amiaza devreme. Nu caută apă (spre deosebire de tigri sau jaguari) și se folosește de pietre sau vaduri de mică adâncime pentru a o traversa, dar este capabil să traverseze râuri mai mari dacă este necesar. Leopardul se odihnește foarte des, de preferință în locuri de unde poate urmări în același timp împrejurimile: copaci înalți, stânci, dealuri. Diferite peșteri, tufișuri dense și stâncile îi servesc, de asemenea, drept adăpost și refugiu. Uneori folosește și bârlogurile animalelor pe care le-a ucis sau care au părăsit locul, cum ar fi porcii-spinoși.
Leoparzii sunt foarte abili la cățăratul în copaci, se odihnesc adesea pe ramurile copacilor și coboară din copaci cu capul înainte. Pot alerga cu peste 58 km/h, pot sări peste 6 metri pe orizontală și până la 3 metri pe verticală.
Leoparzii comunică prin mirosuri, sunete și vizual. Avantajul urmei olfactive este rezistența sa îndelungată și capacitatea de a o recunoaște indiferent de vizibilitate. Deși de obicei este liniștit, leopardul scoate o varietate de sunete atunci când este nevoie: mârâie, scoate sunete care amintesc de un lătrat, scâncet (întâlnire prietenoasă), dar cel mai comun sunet este un mormăit  numit și „ferăstrău”, deoarece seamănă cu sunetul tăierii lemnului. Fiecare leopard are propria sa expresie vocală specifică, după care este recunoscut. Comunicarea vizuală constând în expresii faciale, arătarea dinților, schimbarea poziției urechilor și mișcarea cozii nu este atât de comună la leoparzi, deoarece acestea sunt animale solitare care se întâlnesc rar. Femelele „vorbesc” adesea cu puii lor în acest fel.

### Teritoriu
Mărimea teritoriului leopardului depinde de sex și habitat. Masculii au de obicei un teritoriu mai mare, care include teritoriul mai multor femele. În zonele bogate în pradă (Parcul Național Chitwan, Parcul Național Serengeti, Parcul Național Kruger, Parcul Național Huai Kha Kaeng din Thailanda etc.), femelele trăiesc într-o zonă de aproximativ 6–18 km², în timp ce masculii trăiesc în 17–76 km². În Botswana aceste numere cresc ușor la 33 km² pentru femele și 40 până la 69 km² pentru masculi. În zonele aride și în alte locuri mai sărace în pradă, zona teritorială se mărește treptat. În deșerturile israeliene, femelele trăiesc în medie în 84 km², iar masculii trăiesc în medie în 137 km². Cel mai mare teritoriu identificat este deținut de masculii din deșertul Kalahari, cu o medie de 2182 km².
Indivizii își patrulează periodic teritoriul, în medie le ia 7-10 zile să îl stăbată, dar această cifră este variabilă, uneori stau mai multe zile într-un loc, alteori traversează întreg teritoriul într-o singură noapte. Pentru a-și marca teritoriul, leopardul folosește mai multe metode – pulverizarea zonelor vizibile cu un amestec de urină și secreție din glanda anală, zgârierea scoarței copacilor, greblarea pământului și, mai rar, depunerea excrementelor.

### Vânătoare și dietă
Leopardul este un carnivor adaptat pentru capturarea activă a prăzii – are fălci puternice, gheare retractabile ascuțite, simțuri excelente, corp musculos și flexibil și camuflaj relativ eficient. Este un animal oportunist care vânează o mare varietate de animale. Numai leoparzii africani au cel puțin 92 de specii de animale în dieta lor. Dacă se adaugă populația asiatică, acest număr crește la peste o sută de specii. S-a constatat că leoparzii au o preferință puternică pentru animalele cu o masă corporală cuprinsă între 10-40 kg, cea mai comună pradă cântărind 23-25 kg. Speciile de pradă din acest interval de greutate tind să apară în habitate dense și să formeze turme mici. Sunt mai puțin preferate speciile care preferă zonele deschise și au strategii anti-prădători bine dezvoltate. Cele mai preferate specii sunt copitatele, cum ar fi impala (Aepyceros melampus), antilopa de pădure (Tragelaphus scriptus), antilopa uriașă gri (Sylvicapra grimmia) și cerbul axis (Axis axis). Printre primatele pe care le vânează se numără cercocebus, cercopitecul (Cercopithecus sp.) și semnopithecus. Leoparzii ucid și carnivore mai mici, cum ar fi șacalul cu spatele negru (Lupulella mesomelas), vulpea cu urechi de liliac (Otocyon megalotis) și ghepardul.
Cea mai mare pradă ucisă de un leopard a fost un mascul de antilopă Derby cântărind 900 kg. Un studiu în Rezervația Națională Națională Wolong din sudul Chinei a demonstrat variații în dieta leopardului în timp; pe parcursul a șapte ani, acoperirea vegetativă s-a retras, iar leoparzii s-au mutat în mod oportun de la consumul în principal de cerbul moțat chinezesc (Elaphodus cephalophus) la șobolanul de bambus (Rhizomys sinense) și a altor prade mai mici. În zonele în care trăiesc în apropierea așezărilor umane, ei atacă adesea animale domestice, de la pisici și câini, la păsări de curte, oi, capre, la vite și bivoli de apă.
Leopardul vânează în principal noaptea în majoritatea zonelor. În pădurile din vestul Africii și în Parcul Național Tsavo, au fost observați vânând și în timpul zilei. Animalul își urmărește prada și încearcă să se apropie cât mai mult posibil, de obicei la 5 metri de țintă și, în cele din urmă, se aruncă asupra ei și o ucide prin sufocare. Ucide prada mică cu o mușcătură în ceafă, dar ține animalele mai mari de gât și le sugrumă. Este capabil să vâneze o pradă mare datorită maxilarului și mușchilor săi puternici și este suficient de puternic pentru a trage carcase mai grele decât el însuși în copaci; a fost văzut un leopard care transporta o girafă tânără cântărind aproape 125 kg, sus într-un copac, la o înălțime de 5,7 metri. Mănâncă imediat prada mică, dar târăște carcase mai mari pe câteva sute de metri și o păstrează în siguranță în copaci, tufișuri sau chiar peșteri; acest comportament permite leopardului să-și depoziteze prada departe de rivali și îi oferă un avantaj față de aceștia. Modul în care stochează vânatul depinde de topografia locală și de preferințele individuale, variind de la copaci în Parcul Național Kruger la tufișuri în terenul câmpie al Kalahari.
Ratele medii de consum zilnic au fost estimate la 3,5 kg pentru masculi și la 2,8 kg pentru femele. În sudul deșertului Kalahari, leoparzii își îndeplinesc nevoia de apă prin fluidele corporale ale prăzii; ei beau apă la fiecare două până la trei zile și se hrănesc rar cu plante bogate în umiditate, cum ar fi castraveții gemsbok (Acanthosicyos naudinianus), pepenele verde (Citrullus lanatus) și iarba acrișoară Kalahari (Schmidtia kalahariensis).

### Competitori și dușmani
În anumite părți din arealul său global, leopardul este simpatric cu alți prădători mari, cum ar fi: tigrul  (Panthera tigris), leul (P. leo), ghepardul, hiena pătată (Crocuta crocuta), hiena dungată (Hyaena hyaena), hiena brună (Parahyaena brunnea), câinele sălbatic african (Lycaon pictus), câinele sălbatic asiatic (Cuon alpinus), lupul (Canis lupus) și până la cinci specii de urși. Unele dintre aceste specii îi fură prada, îi ucid puii și chiar ucid leoparzii adulți. 
Leoparzii se retrag într-un copac în fața unei agresiuni directe și au fost observați atunci când ucid sau pradă concurenți mai mici, cum ar fi șacalul cu spatele negru, civetă africană (Civettictis civetta), caracalul  (Caracal caracal) și pisică sălbatică africană (Felis lybica). În general, leoparzii par să evite întâlnirile cu urșii adulți, dar ucid puii de urși vulnerabili. În Sri Lanka, în cele câteva lupte înregistrate între leoparzi și urșii buzați (Melursus ursinus) se pare că ambele animale au ajuns fie moarte, fie grav rănite.
În timp ce uciderea între specii a leoparzilor adulți este în general rară, având în vedere oportunitatea, atât tigrul, cât și leul ucid și consumă cu ușurință atât leoparzii tineri, cât și pe cei adulți. În deșertul Kalahari, leoparzii pierd frecvent prada ucisă din cauza hienelor brune, dacă leopardul nu este în măsură să urce prada în copac. Ocazional, leii iau prada leoparzilor din copaci.
Împărțirea resurselor are loc acolo unde leoparzii împart zona cu tigrii. Acolo unde sunt prezenți tigrii, leoparzii tind să ia pradă mai mică, de obicei mai mică de 75 kg. În zonele cu populații simpatrice, coexistența nu este regula generală, leoparzii fiind puțini acolo unde tigrii sunt numeroși. Tigrii par să locuiască în părțile adânci ale pădurii, în timp ce leoparzii sunt împinși mai aproape de margini. În pădurile tropicale, leoparzii nu evită întotdeauna felinele mai mari vânând în momente diferite. Cînd prada este relativ abundentă, tigrii și leoparzii par să coexiste cu succes fără excludere competitivă sau ierarhii de dominare între specii, care pot fi mai comune pentru coexistența leopardului cu leul în habitatele de savană.
Crocodilii de Nil  (Crocodylus niloticus) pradă leoparzii ocazional. Un leopard mare adult a fost prins și consumat de un crocodil mare în timp ce acesta încerca să vâneze de-a lungul unui mal din Parcul Național Kruger. În Rajasthan, s-a raportat uciderea unui leopard de către crocodilii de mlaștină (Crocodylus palustris). Un leopard adult a fost recuperat din stomacul unui piton birmanez (Python bivittatus) de 5,5 m. În Parcul Național Serengeti, au fost observate grupuri de 30–40 de babuini măslinii (Papio anubis) în timp ce atacau o femelă de leopard și puii ei.

Competitori și dușmani ai leopardului
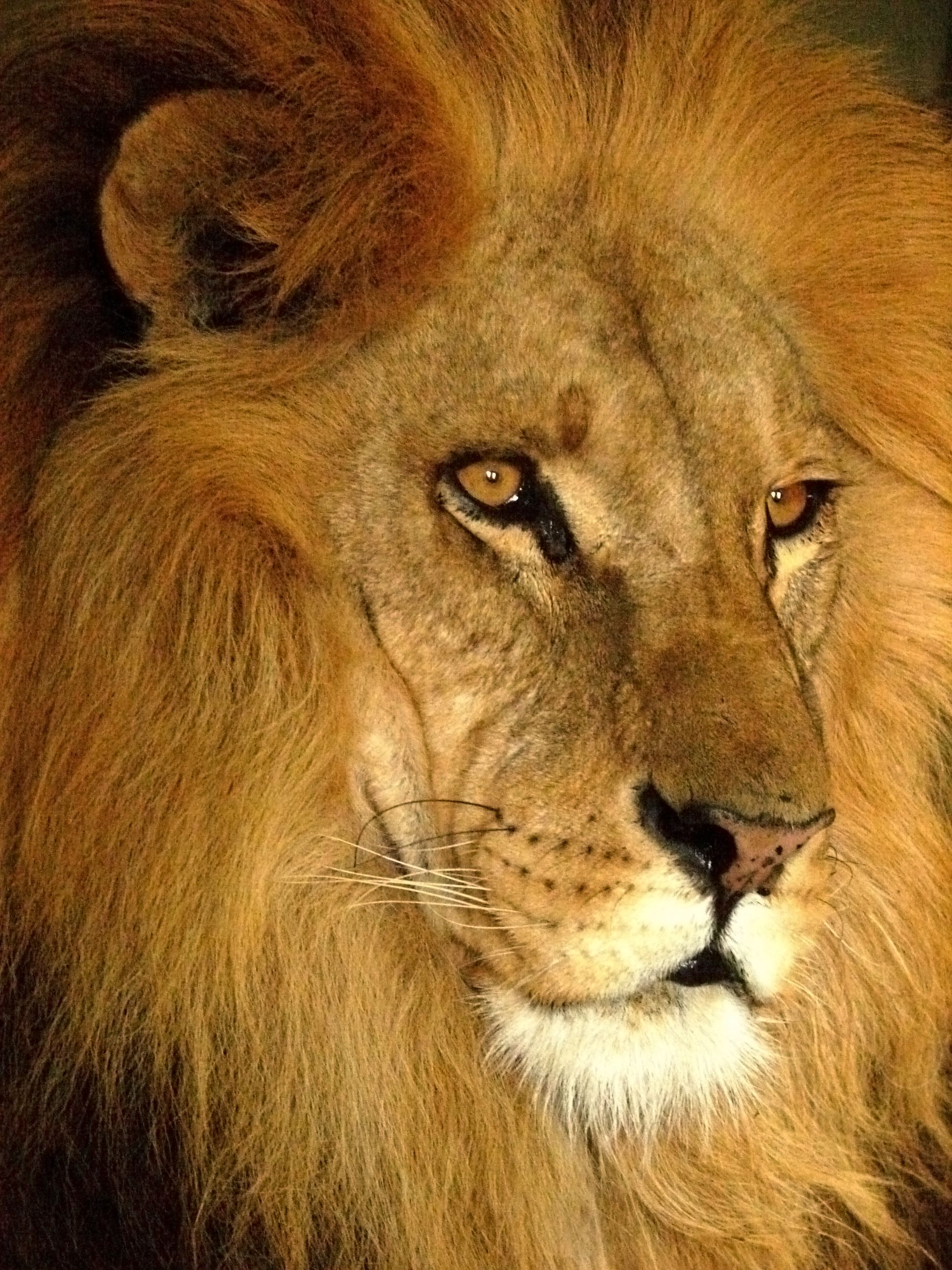
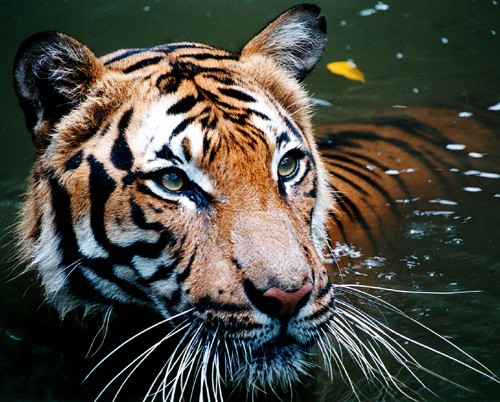
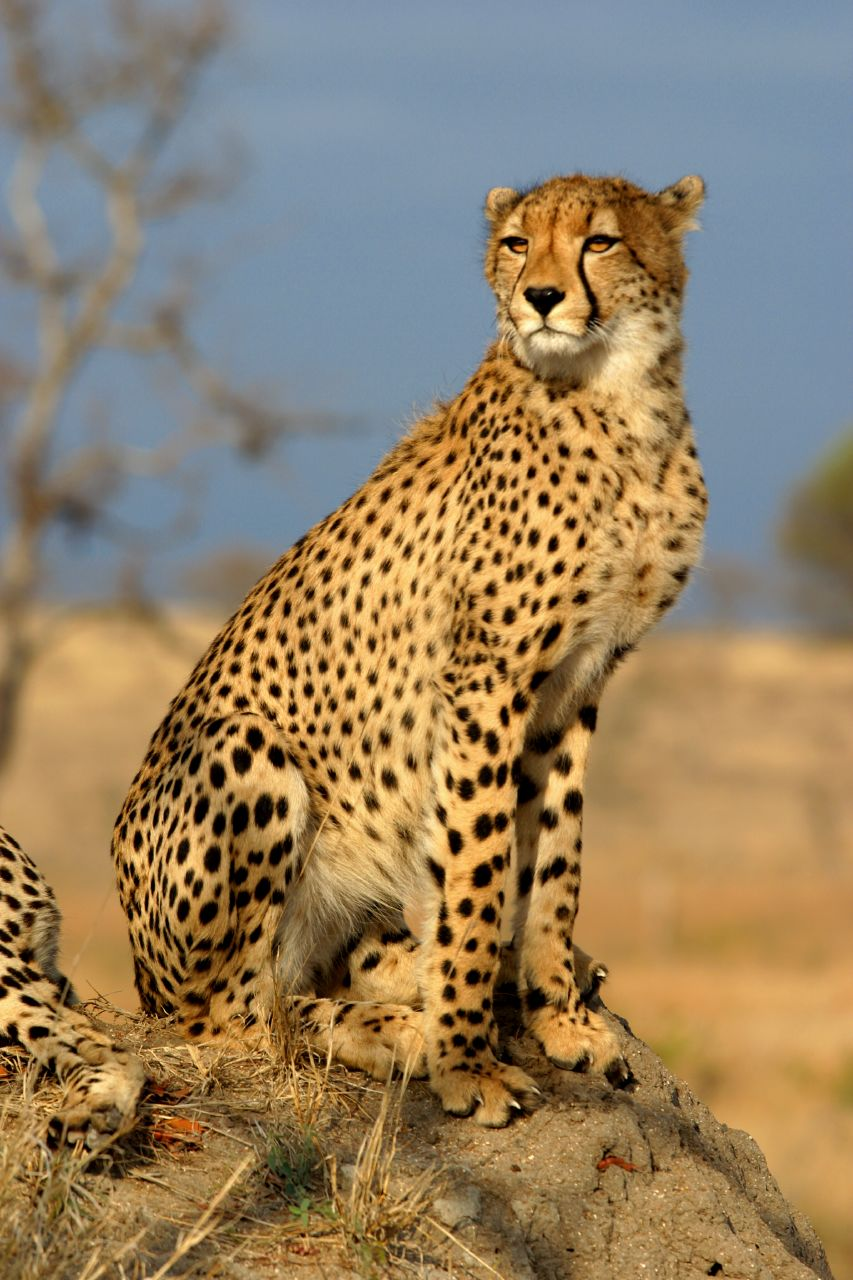
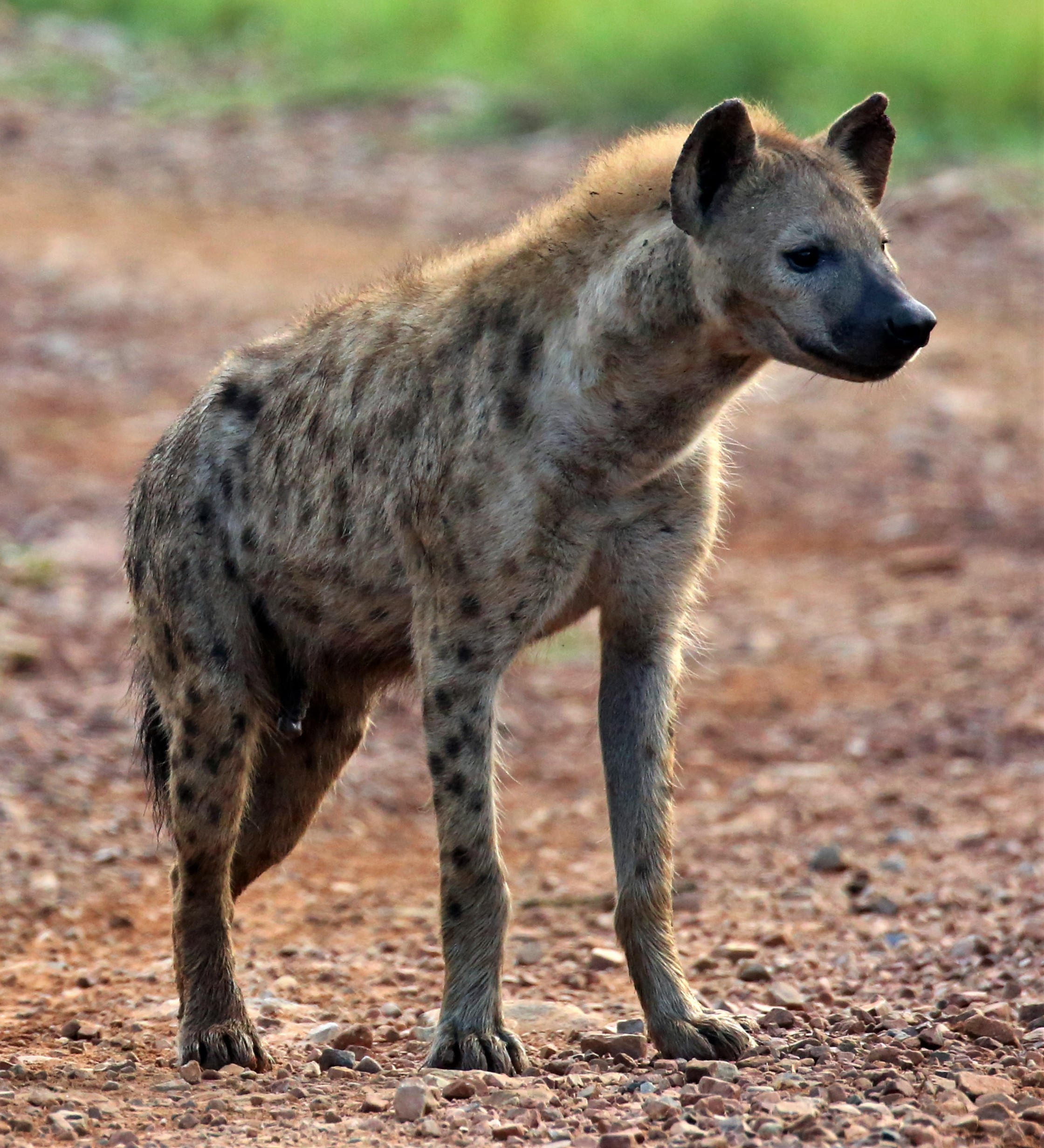

### Reproducere și ciclul vieții
Înmulțirea leoparzilor are loc diferit în populațiile africane și asiatice. În Africa, poate apărea aproape tot timpul anului, în Asia cel mai adesea în lunile de iarnă, în ianuarie și februarie. Ciclul estral al femelei durează aproximativ 46 de zile și, de obicei, este în călduri timp de 6-7 zile. Când un mascul își găsește o parteneră, au loc ritualuri de întâlnire, care se manifestă de obicei prin mârâit și agresivitate ușoară. Dacă animale se cunosc deja, femela merge în fața masculului, se rostogolește, se freacă de el, își răspândește parfumul și mârâie. Cuplarea durează aproximativ 3 secunde. În timpul ejaculării, masculul mușcă femela de ceafă, iar aceasta se întoarce, de obicei, cu o mică fandare și masculul sare. Asemenea celorlalte feline, penisul leopardului are spini care sunt îndreptați înapoi. În timpul retragerii penisului, spinii ating pereții vaginului femelei, ceea ce poate provoca ovulația. Intervalele dintre cuplări sunt de 2-17 minute. Conexiunile sunt însoțite de mârâituri puternice și cuplări frecvente, o pereche având 60 în decurs de 9 ore, alte observații calculând o frecvență de 100 pe zi. Timpul în care cuplul stă împreună este foarte scurt, de obicei 1-2 zile, uneori până la patru zile. Rolul masculului se termină cu împerecherea și el nu participă de obicei la creșterea puilor, deși au fost raportate cazuri în care masculul s-a alăturat pentru scurt timp femelei și puilor acesteia.
În mod excepțional, pot exista situații în care trei leoparzi se împerechează deodată. În cazurile de tripleți înregistrate până acum, ambii leoparzi de același sex erau rude (surori, tată-fiu). Prin împerecherea cu mai mulți masculi, femela reduce posibilitatea ulterioară de pruncucidere, adică uciderea viitorilor ei pui de către mascul. În plus, s-a constatat că femela este capabilă să recunoască un mascul puternic și dominant, care are șansa de a-și menține teritoriul pentru o perioadă lungă de timp, ceea ce reduce și posibilitatea pruncuciderilor. Dacă întâlnește un individ mai slab, aceasta își poate suprima fertilitatea, astfel încât să nu irosească energie prețioasă.
Perioada de gestație durează între 90 și 105 zile, Femela naște de obicei 2–4 pui. cel mai adesea fiind de 96 de zile. Între timp, femelele găsesc vizuini sigure, adesea situate în vegetație densă, în stânci, peșteri, copaci scobiți sau vizuini de pământ. Numărul de pui variază de la unu la șase, cel mai frecvent fiind doi.
Puii se nasc orbi, măsurând între 36 și 48 cm și cântărind între 280 și 1000 g. În primele zile, mama are deplină grijă de pui și nici măcar nu vânează la început. Puii încep să vadă după patru până la nouă zile, iar mama începe să-i lase singuri și pleacă la vânătoare. Pentru a maximiza șansele de supraviețuire a puilor, femela îi mută în alte bârloguri, dar aceasta nu este regula. Frecvența transferurilor variază – de obicei o dată la 2 până la 5 zile. În unele zone (Israel, Namibia), femelele merg la vânători lungi și își lasă puii nesupravegheați timp de până la șapte zile.  Aceștia își antrenează abilitățile de vânătoare jucându-se și urmărind animale mici precum lăcuste, fluturi, șopârle și păsări. Încep să vâneze singuri la vârsta de aproximativ 7 până la 8 luni, când au și dinți permanenți. Mortalitatea puilor în primul an de viață este de 40-50%, fiind în mare parte victime ale altor prădătoare: lei, tigri, hiene, leoparzi masculi străini și altele.
Puii ajung la o independență reală, sub forma stabilirii în propriul lor teritoriu, la vârsta de 14-36 de luni. Femelele tinere stau de obicei cu mama lor mai mult timp și își stabilesc teritoriul în apropierea acesteia. Au prima împerechere la vârsta de 24-52 de luni, la femele este de obicei mai târziu decât la masculi. Intervalul dintre pui este de aproximativ 15-29 de luni. Femelele sunt fertile până la vârsta de cel puțin 13 ani (recordul este o mamă de 16 ani), masculii pot avea pui până mai târziu (cel mai în vârstă tată înregistrat avea 21 de ani).
Speranța de viață variază și depinde de mulți factori. Deși există mai multe estimări ale mortalității anuale a adulților (18% până la 25%), acestea sunt doar cifre orientative. În sălbăticie, cei mai mulți dintre leoparzi mor sub vârsta de 12 ani, în captivitate pot trece de 20. Cel mai bătrân leopard sălbatic cunoscut a trăit până la 18,6 ani, cel mai în vârstă individ în captivitate a împlinit vârsta de 27 de ani.

## Interacțiune umană

### Semnificație culturală

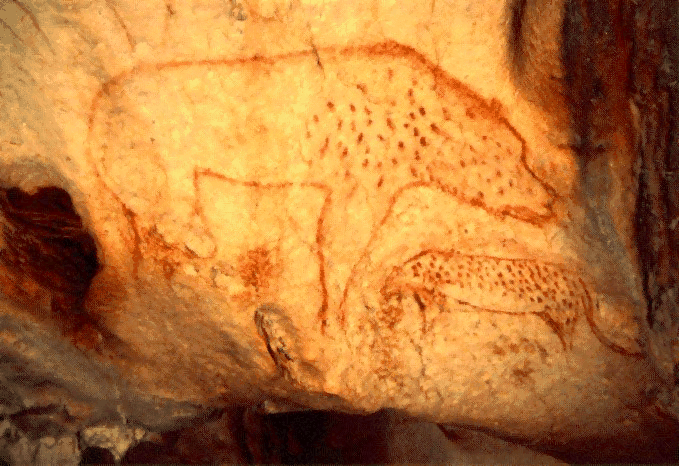
Leopard de peșteră (dreapta jos) și hienă de peșteră, Chauvet, Franța

Leopardul a avut și are încă o semnificație puternică pentru societatea umană, deoarece este un animal mare, distinctiv, răspândit, care poate fi periculos pentru oameni. El a fost mereu în umbra tigrului în Asia și a leului în Africa. Pentru diferite culturi și etnii, simbolizează calități diverse, adesea controversate: forță, frumusețe și viclenie, dar și sălbăticie și cruzime. Leoparzii negri, care erau considerați deosebit de sălbatici și însetați de sânge, s-au bucurat de o reputație proastă cel puțin până în secolul al XIX-lea.

Cea mai veche reprezentare cunoscută a leopardului apare în Peștera Chauvet din Franța și datează din perioada paleolitică. Leopardul a jucat un rol foarte important în culturile antice ale Mediteranei și Orientului Mijlociu. Mai ales pe teritoriul vechii Mesopotamiei, el a reprezentat adesea diverse zeități. Leoparzii au arătat apartenența la o anumită elită, simbolizând statutul și puterea, precum și protecția și uneori fertilitatea. Faraonii, marii preoți și alte celebrități din Egiptul antic își prezentau statutul, printre altele, purtând blănuri rare de leopard (furnizate din  Nubia ca formă specială de tribut). Prima pictură a unui leopard îmblânzit care merge în lesă lângă un bărbat vine tot din Egipt (din 1500 î.Hr.).

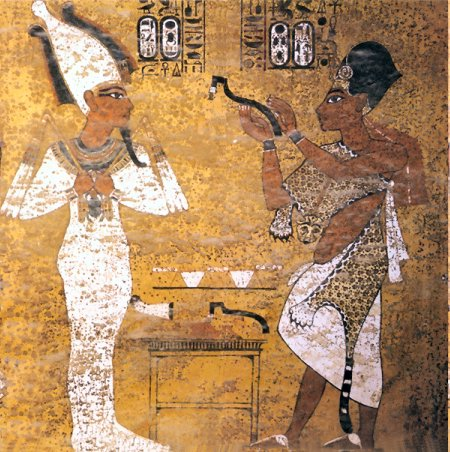
Piele de leopard afișată ca o mantie, cu capul, coada, picioarele și ghearele încă atașate, purtată de faraonul Ay, succesorul lui Tutankhamon, în timpul unui ritual funerar din 1323 î.Hr. Pictura este din mormântul lui Tutankhamon

 În mitologia egipteană, leopardul a reprezentat una dintre formele zeiței Mafdet, protectoare împotriva șerpilor și scorpionilor. Cea mai veche legendă a modului în care leopardul și-a obținut petele provine din Egipt: zeul Anubis a vrut să strice camuflajul zeului Seth care se transformase într-un leopard de culoarea nisipului, punându-i pete pentru a-l face mai vizibil; și-a acoperit labele cu noroiul de lângă fluviul Nil, apoi a sărit în spatele leopardului și l-a acoperit cu amprentele noroioase de pe labe. În mormântul lui Tutankhamon a fost găsit un taburet acoperit cu piele de leopard, însă pielea nu era o piele reală, ci o imitație extrem de stilizată a uneia adevărate, petele leopardului fiind desenate ca stele cu cinci colțuri. Ciudățenia imitației pielii de leopard este că fundalul este de abanos negru, iar „stelele” sau rozetele sunt încrustații de fildeș alb, lucru care inversează contrastul natural. Numai prezența picioarelor și a cozii care atârnă ne fac să acceptăm pielea de leopard.

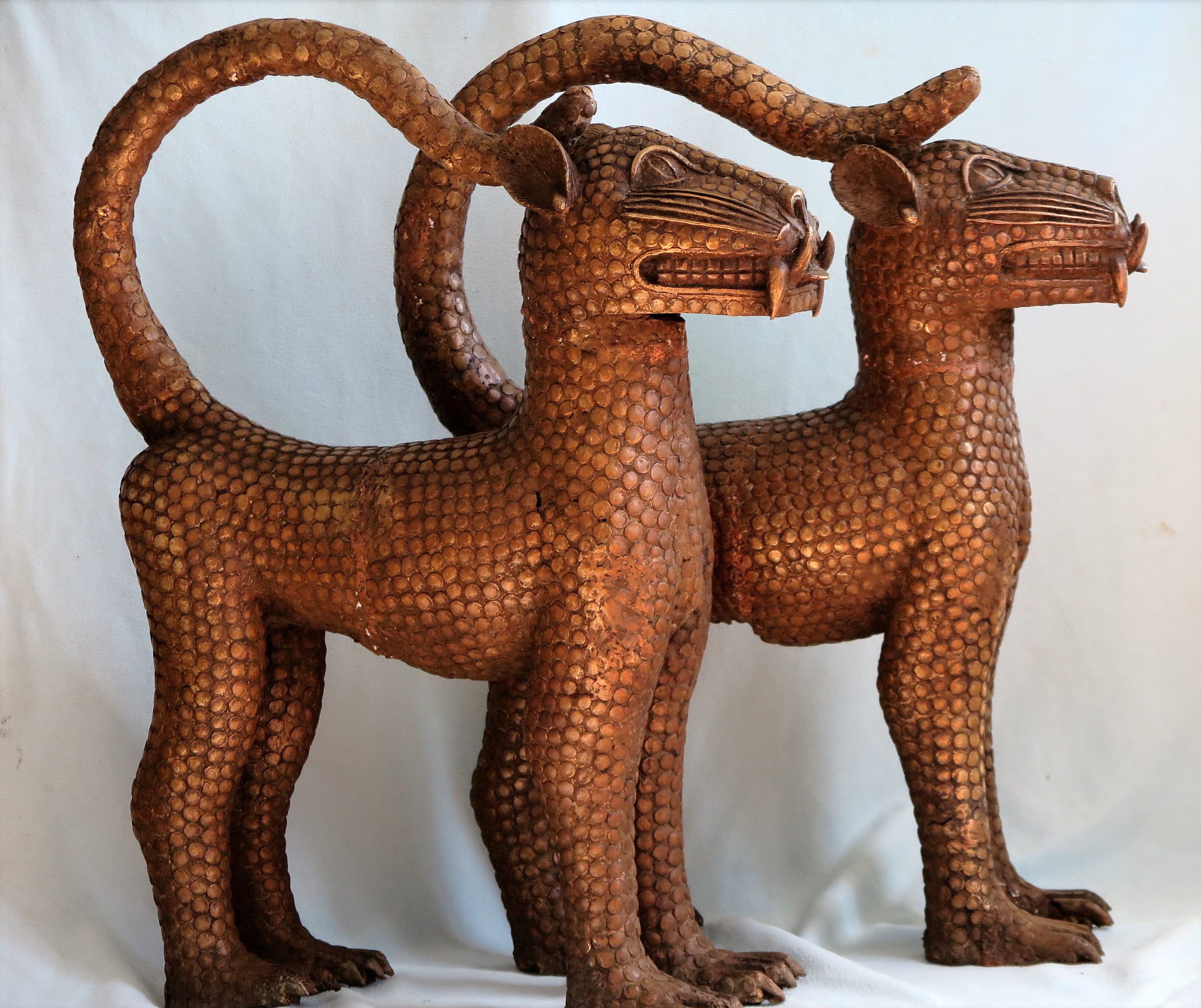
Pereche de leoparzi din bronz, Regatul Benin, Nigeria.

În mitologia greacă, era un simbol al zeului Dionysos, care era înfățișat purtând piele de leopard și folosind leoparzii ca mijloc de transport. Într-un mit, zeul a fost capturat de pirați, dar doi leoparzi l-au salvat. Romanii au capturat leoparzi și i-au folosit ca animale de luptă pentru bătăliile din arene. În timpul jocurilor de 100 de zile cu ocazia deschiderii Colosseumului, aproximativ 9.000 de animale și-au pierdut viața în numele distracției, dintre care 410 erau leoparzi. Măcelul în masă a leoparzilor a continuat mulți ani. Este cunoscut că în anul 169, de exemplu, un singur eveniment a cauzat moartea a 63 de leoparzi sălbatici. Aceste vânători nu au fost abolite până în secolul al VI-lea, când practic leoparzii nu mai trăiau în Africa de nord și Orientul mijlociu. În timpul domniei împăratului Traian, un total de aproximativ 11.000 de animale au fost ucise. Faptul că romanii bogați dețineau menajerii private a contribuit, de asemenea, la dispariția populațiilor locale. Împăratul Octavianus Augustus deținea 3.500 de animale, inclusiv 680 de lei și 600 de leoparzi și gheparzi, toate fiind ucise în timpul a 26 de festivități. După dezintegrarea Romei, leoparzii au continuat să moară în arenele Imperiului Bizantin.
În comunitățile tribale africane originare, leopardul era un prădător temut și admirat care simbolizeaza puterea războinicilor și a șefilor de trib pentru că era curajos și puternic și, în același timp, viclean. Multe triburi consideră că leopardul și nu leul este adevăratul rege al animalelor, fiind un vânător mai inteligent și mai bun decât leul și mai greu de ucis. Pentru  zuluși și societățile tradiționale din Benin purtarea pielii de leopard denotă încă un rang regal (de șef). Tribul Igba din Nigeria consideră că cei mai buni oameni vor renaște ca elefanți sau leoparzi.
Conducătorii Europei medievale și a unor imperii asiatice țineau adesea menajerii mari pline de animale exotice, iar leoparzii erau printre creaturile preferate. Animalele serveau în principal pentru demonstrație, adică ca simbol al puterii și prestigiului. Suverani precum Frederic al II-lea al Sfântului Imperiu Roman, Henric al III-lea al Angliei, Kublai și Rudolf al II-lea al Sfântului Imperiu Roman aveau menajerii importante la curțile lor. O menajerie cu leoparzi a fost deținută chiar de Papa Leon al X-lea la Vatican la începutul secolului al XVI-lea.